# 衆議院議長
衆議院議長（しゅうぎいんぎちょう、英: Speaker of the House of Representatives）は、日本の国会・衆議院（下院）の議長。
衆議院において秩序を保持し、議事を整理し、議院の事務を監督し、衆議院を代表する職（国会法第19条、旧・議院法第10条）。
なお、本記事では衆議院議長の職務を代行する職である衆議院副議長や仮議長についても述べる。

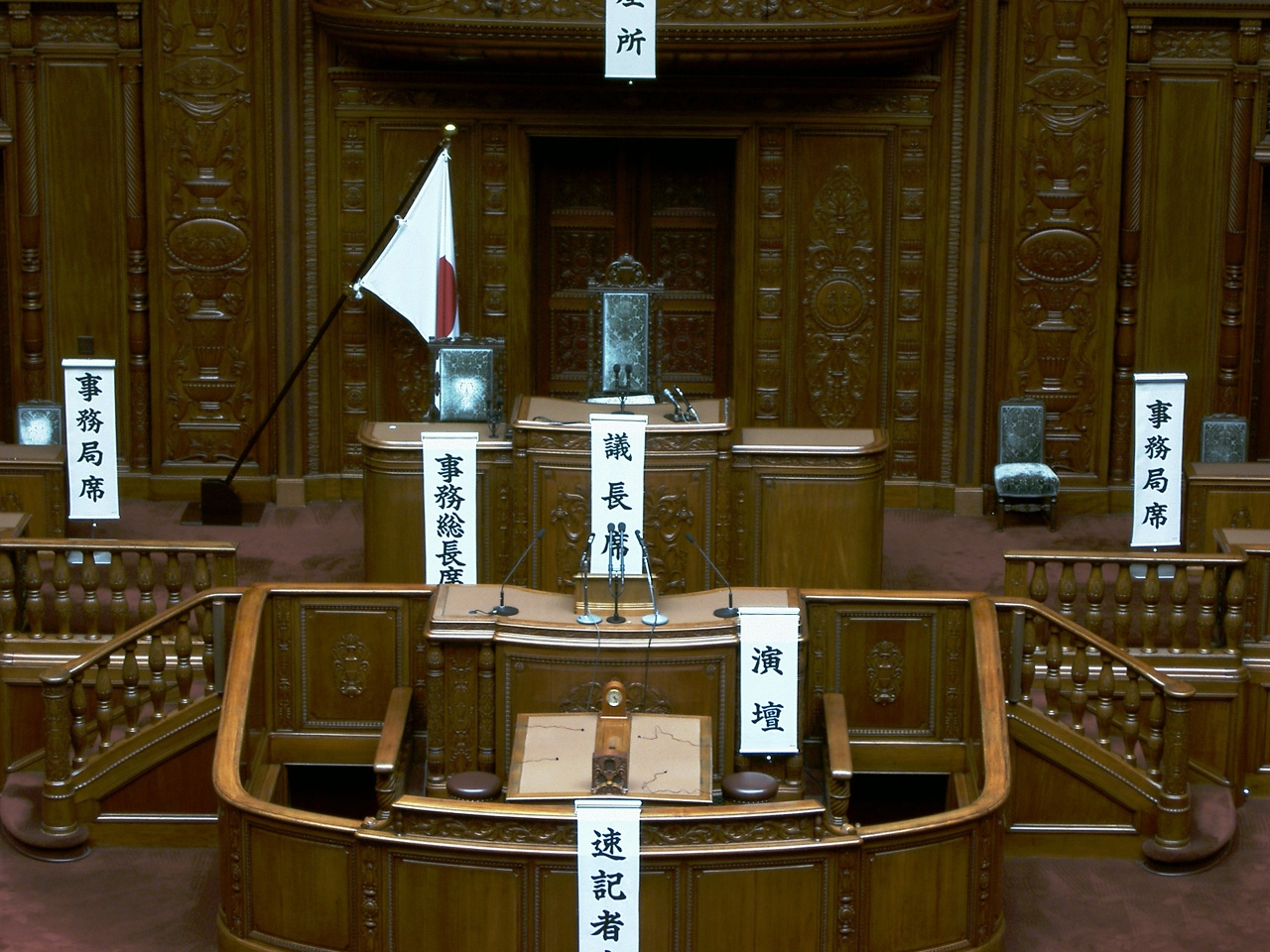
衆議院議場。中央が衆議院議長席。

## 日本国憲法下の衆議院議長

### 概要
参議院を代表する参議院議長とともに立法府を司る三権の長である。衆議院議長は憲法上及び国会法上の国会の役員であり（日本国憲法第58条第1項、国会法第16条第1号）、衆議院議員の中から1名が議院によって選出される。
衆議院議長及び参議院議長は立法機関の長として内閣総理大臣（行政）、最高裁判所長官（司法）と並ぶ三権の長の一角である。首相及び最高裁長官の就任には天皇からの任命が必要であるのに対し、議長はこれを必要としない。
栄典に関しては慣例上議長経験者は死去の際に従二位・桐花大綬章（旧・勲一等旭日桐花大綬章）に叙されるが、これは正二位・大勲位菊花大綬章に叙される首相経験者より一段格下の扱いとなっている。一方法律上の報酬額に関しては議長は月額218万2000円であり、月額207万1000円の首相及び最高裁長官を上回っている。
議長はその重大な職権にもかかわらず、慣例上自己の判断により権限を行使する機会の少ないポストであることから政界においては事実上の名誉職、「上がりポスト」とみられている。
戦後間もない1948年（昭和23年）には衆議院議長職経験を持つ山崎猛が首班候補とする山崎首班構想があったり、戦後日本政治の過渡期には衆議院議長経験者がさらなる権力意欲を目指して政権要職に就任する例は珍しくなかった。

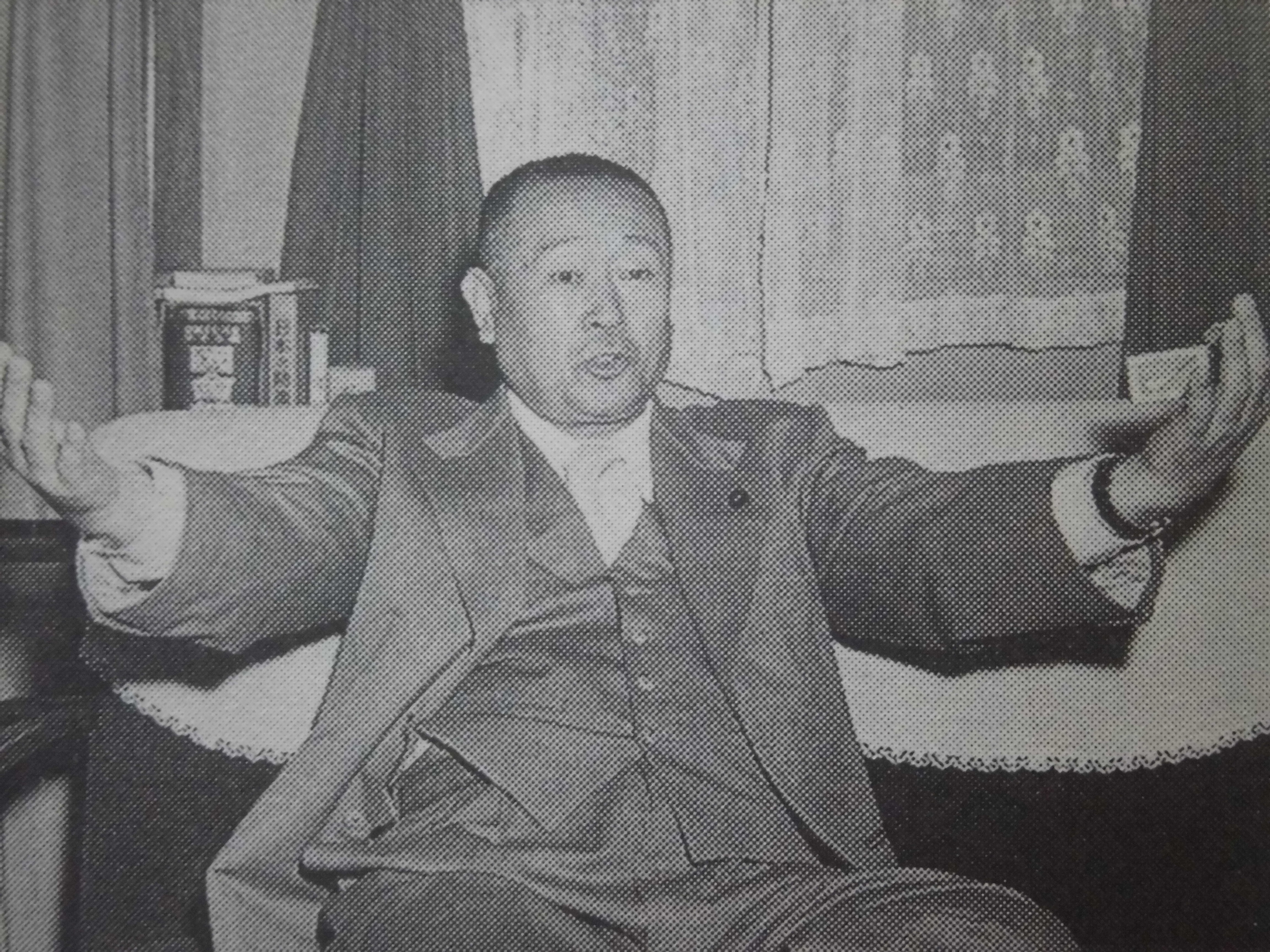
衆議院議長に就任した堤康次郎

しかし、戦後日本政治の過渡期が過ぎてからは、衆議院議長は長老格の政治家が最後に就任する上がりのポストとされてきた。また前尾繁三郎や坂田道太は衆議院議長退任後に首相就任の声がかかった際に、「議長経験者が首相になるのは国会の権威の上からよくない」として辞退したこともあり、衆議院議長経験者がさらなる権力欲を目指すことは慎むべきとする風潮が浸透していった。衆議院議長候補にあげられた二階堂進や小渕恵三は首相職に意欲を示していたために議長就任を断っている。自民党やかつて存在した民主党では衆議院議長経験者を首相経験者とともに最高顧問として遇するなど、公的な席や政界において三権の長の経験者として高い格式が与えられている。
一方で前述のように戦後日本政治の過渡期時代には議長経験者山崎猛が首相候補に擬せられたり、過渡期が過ぎた後も土井たか子（社民党）と綿貫民輔（議長指名時は自民党、のちに国民新党に所属）が衆議院議長職経験後に小政党の党首に就任し、首班指名選挙で票を得た例があった。
なお、衆議院議長を経験後に内閣総理大臣になった者は存在しない。一方、内閣総理大臣退任後に衆議院議長に就任した人物として幣原喜重郎がいるが、旧憲法と新憲法の時代をまたいでいる点に留意する必要がある。
なお、日本社会党・民主党・立憲民主党出身の副議長のうち、副議長経験後に党首になった者は存在しないが、国会対策委員長や国務大臣に就任した例がある。また、勝間田清一・海江田万里は副議長就任前に野党第一党の党首（勝間田は日本社会党委員長、海江田は民主党代表）を経験している。自民党で正副議長を独占していた時代における副議長はキャリアパスという位置づけであり、その後に党幹部や閣僚に就任した例も多い（ただし首相になった者はいない）。
衆議院議長の職については、1947年（昭和22年）制定の国会法（昭和22年4月30日法律第79号）（以下、本項において「法」という）により両議院に共通した規定と、衆議院規則（昭和22年6月28日議決）（以下、本項において「規則」という）による衆議院独自の規定とがある。

### 選任
衆議院議長の選挙は、議会召集日または議長が不在の場合において、集会した議員が総議員の3分の1に達した後で、事務総長による議長の職務代行のもとで行われる（法第6条、規則第3条）。議長選挙は無名投票 であり（規則第3条第2項）、半数を得たものを当選人とする（規則第8条）。投票の過半数を得た者がない場合は投票数上位2人について決選投票を行い、2人の得票数が同じ場合はくじで決定する（規則第8条第2項）。
議長・副議長の選挙の流れでは、事務総長の「これより点呼を命じます」の宣告で投票が始まり、参事の氏名点呼で呼ばれた議員から時計回りで壇上に上がり、木札の名刺（白色）を参事に渡した後に票を投じる。壇上には参事が2人おり、1人は木札の名刺を受け取り、目盛の付いたケースに積み上げる。もう1人は投票用紙を渡して票を投じる。投票終了後、事務総長が「投票漏れはありませんか」と投票漏れがないか確認し、なければ事務総長の「投票漏れなしと認めます。投票箱閉鎖・開票。これより名刺および投票の計算ならびに投票の点検を命じます。」の宣告が入る。最初に参事3人で名刺の計算を行い、事務次長に集計を記録。続いて投票箱を閣僚席後のテーブルに持って行き、10名の参事により開票作業が行なわれ、最後に集計を行なう。そして結果が記載された用紙を事務次長から事務総長に手渡され、事務総長から投票総数、名刺の数の符合（投票総数との一致）の有無、本投票の過半数、無効票の有無が報告された後、投票の結果が報告される。事務総長自らの結果報告に続き、「右の結果、衆議院規則第8条により、○○君が議長に当選されました。」と宣言する。
なお実際には、慣例として議長は与党第一党、副議長は野党第一党の長老議員から選出されることで事前に与野党間で調整がなされるため、実際の議長選挙ではほぼ全会一致で新しい議長が選出される。また、1973年（昭和48年）5月29日以降、慣例として正副議長は会派を離脱し無所属となる。ただし議長・副議長の職を離れた後は出身党派に復帰することが通例。
議長選挙
自由民主党の結党以来、常に与党でありかつ比較第1党である自民党出身者が全会一致で議長に選出されてきたが、1993年（平成5年）の与野党逆転の際、連立与党第1党である日本社会党の土井たか子と比較第1党である自民党の奥野誠亮のどちらを議長とするかという調整がつかず、異例の競合投票によって土井が議長に選出された。この際日本共産党は自党議員の山原健二郎に投票し、連立与党、自民党のどちらの主張にも与しない形となった。なお副議長は自民党から鯨岡兵輔が出され、これについては全会一致が踏襲された。
副議長選挙
戦後の一時期、自民党が正副議長を独占していた時期があるが、1976年総選挙で与野党伯仲となった影響から野党第一党の社会党に議長職を譲った。以後は議席にかかわらず、基本的に第二会派から副議長を出すことが慣例となっているが、2000年（平成12年）7月の副議長選挙においては、与党側が渡部恒三（無所属の会）を、野党側が石井一（民主党）を推して対立選挙となった。このときの議長選挙において、野党側は綿貫民輔（自民党）に投票せずに、白票を投じている（白票のほかにも投票者本人を記載した無効票、極少数のみ自党議員などに投じた票もある）。

### 任期
正副議長の任期は衆議院議員の任期と同じである（法第18条）。解散によってすべての衆議院議員が地位を失うと、議員のひとりである議長も当然にその地位を失う。衆議院議員総選挙が行われたときは、直後に召集された国会の最初の本会議で議長の選挙が行われる（#職務の代行の手続きによる）。
なお、議会が自ら選任した役員を解任するには国会法など議会法上に特段の定めがある場合を除きなしえない。現在、国会法は常任委員長についてのみ解任規定を置いており（法第30条の2）、議長に対しての不信任決議は法的拘束力を有しないとされている。

### 待遇

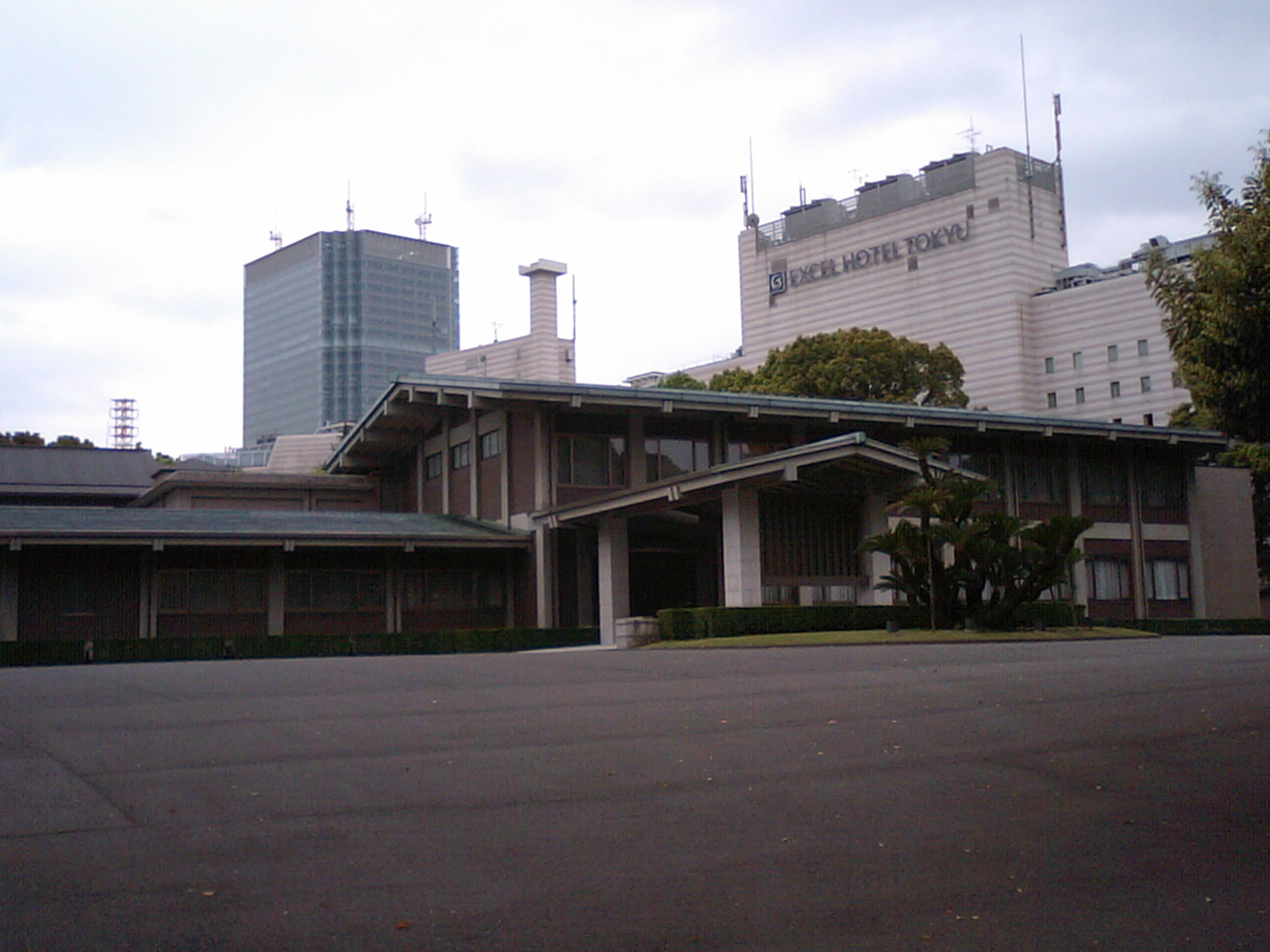
衆議院議長公邸（東京都千代田区永田町）。参議院議長公邸が隣接する。

日本国憲法による衆議院の優越とは別に、立法府の長としての衆議院議長は参議院議長と同等の資格であり、歳費などの具体的な待遇もすべて同一である。また、議長・副議長はそれぞれ公邸へ入居することができる。
なお、衆議院議長は自衛隊を公式に訪問し又は視察する場合その他防衛大臣の定める場合において栄誉礼を受ける栄誉礼受礼資格者に定められている（自衛隊法施行規則第13条）。

### 権限

#### 内容
国会法第19条は「各議院の議長は、その議院の秩序を保持し、議事を整理し、議院の事務を監督し、議院を代表する」と定めており、議長の権限には議院秩序保持権、議事整理権、議院事務監督権、議院代表権があるが、国会法や議院規則などに規定されている議長の諸権限はすべてこれらのいずれかに属するとされる。なお、議院秩序保持権の中には議事整理権の発動としての面をもつものもある。

##### 議院秩序保持権
議員秩序保持権には議院警察権（法第114条）などが含まれる。
- 議院警察権（法第14章（第114条～118条の2）、規則第16章第1節（第208条～第210条））
  - 議場内部における現行犯逮捕の命令（規則第210条）
- 国会閉会中における議員辞職の許可（法第107条ただし書）
- 議員の議席の指定（規則第14条）
- 委員の選任及び辞任の許可（規則第37条）
- 7日を超えない議員請暇の許可（規則第182条）
- 議場内の秩序を乱した議員に対する退席命令（規則第233条）
- 議場に入る者のつえ等携帯の許可（規則第213条ただし書）
- 演壇登壇の許可（規則第217条）
- 号鈴を鳴らすことによって全ての者を沈黙させること（規則第218条）[注釈 8]
- 全ての秩序についての問題の決定（規則第220条）
- 傍聴人の身体検査（規則第228条）
- 取締のための傍聴人数の制限（規則第230条）

##### 議事整理権
議事日程の決定（法第55条）や委員会への付託（法第56条第2項）のほか、議長決裁権（憲法第56条第2項）などもこれに含まれる。
- 議院会議中における委員会開催の許可（規則第41条ただし書）
- 公聴会開催の承認（規則第78条）
- 会議開始時刻の変更（規則第103条ただし書）
- 午後6時を過ぎた場合の延会宣告（規則第105条第2項）
- 自席で発言している者に対する演壇での発言許可（規則第124条）
- 発言通告をしない者が発言する場合の発言許可（規則第127条）
- 記名投票における投票時間の制限（規則第155条の2）
- 可否同数時の決裁権（議長決裁権）（憲法第56条第2項）

##### 事務監督権
- 衆議院事務総長の監督（法第28条第1項）
- 衆議院法制局長の監督（法第131条第4項）

##### 代表権
- 国会開会式の主宰（法第9条）

国会開会式は衆議院議長が主宰することになっている（法第9条）。開会式は参議院議長と協議して日時及び場所の指定を行う（規則第19条）。
天皇臨席の下開催される国会開会式は参議院本会議場で開催されるが、式の主宰者は衆議院議長である。かつて開会式の際、天皇が詔書を読み上げたあと、衆議院議長は右足から階段を上がって詔書を受け取ったあと、天皇に背中を向けず、左足からそのまま降りなければならなかった（右進退左：うしんたいさ）。1985年（昭和60年）、福永健司衆議院議長は体力の問題から、後ろ向きに階段を降りられないため辞任。これをきっかけに本会議場の玉座付近が改修され、階段はスロープに替えられた。ただし、それ以降にも山中貞則が福永の辞任と同様の理由で議長就任を辞退している。
- 全国戦没者追悼式

1963年（昭和38年）以降、毎年8月15日に行われる全国戦没者追悼式には、衆参議長、首相、最高裁長官といった三権の長が出席する。しかし、2005年（平成17年）は8月8日に、2009年（平成21年）は7月21日にそれぞれ衆議院が解散となったため衆議院議長は空席となり、8月15日に行われる全国戦没者追悼式へは衆参議長のうち参議院議長のみの出席となった。
- 内閣への質問主意書の転送（法第75条）

なお、皇室典範第28条により衆議院議長及び副議長は皇室会議の議員として、皇室経済法第8条により衆議院議長及び副議長は皇室経済会議の議員といて、それぞれ指定されている。また、衆議院議長は人事官弾劾の訴追については国会を代表する（人事官弾劾の訴追に関する法律第2条）。

#### 議事整理権をめぐる論点
議題採決前の散会宣言
衆議院で議長が散会できる時は議場を整理し難い時、議事日程に記載した案件の議事を終った時、散会動議が提出されて賛成された時である。しかし、2002年（平成14年）12月10日、綿貫民輔議長が決算採決という議題がまだ残っているにもかかわらず散会宣言を行った。これは、議事進行原稿を一気に2枚にめくったことが理由とされる。議長は宣言後に議題が残っていたことに気づいて散会の無効を宣言したが、散会は有効とされた。結局、決算採決は12日に行われたが、その際に本会議冒頭で綿貫議長は10日の議事において不手際があったことを陳謝した。
後に、この事件は2004年（平成16年）6月5日、参議院本会議で議長席に着いた副議長による散会宣言の有効性に関して、議長による散会宣言の例として引用されることがある。これには、散会の取消しの手続が異なる、衆議院の前例は参議院の慣例に縛られない、などの反論がある。

### 職務の代行
議長に事故がある場合（議事が長時間となり議長が休息をとる場合を含む。交代は概ね2時間を経過したところでおこなわれる）又は議長が欠けた場合は、議長の職務は副議長が行う（法第21条）。
本会議場の壇上中央には議長席があり、議長席から見て右脇（議席から見て左）には事務総長席があるが、副議長席といったものはなく、議長に事故等がない限り副議長は自らの議席で審議に参加する。この場合、慣例・先例により議長が投票（賛否表明）をしない案件であっても、議席の副議長は他の議員と同様採決に参加する。
副議長も事故がある場合は、仮議長を選挙又は議院の委任により議長において選任して議長の職務を行わせることになっており（法第22条第1項・第3項）、最年長議員を仮議長に指名する慣例となっている。
副議長又は仮議長が議長の職務を行う場合、自称（例:「議長は○○委員長に○○君を指名します」）・他称（例:議事進行係の「議長において○○されることを望みまーす」）は単に「議長」となり、「副議長は」「副議長において」のような呼び方はしないのが慣例である。
なお、仮議長の選挙の場合や、議長若しくは副議長が欠けたためその選挙の必要があるときに副議長若しくは議長に事故がある場合、議長及び副議長が共に欠けたことによる選挙の場合
においては事務総長が議長の職務を行う（法第22条第2項、法第24条）。

## 大日本帝国憲法下の衆議院議長

### 勅任

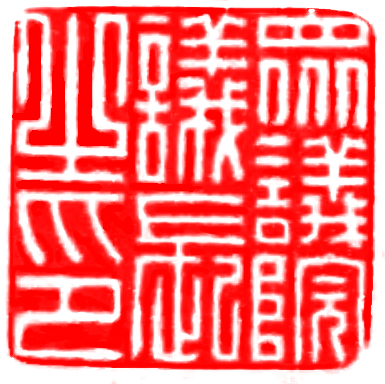
帝国議会時の衆議院議長の公印。貴族院議長の公印やその他行政で使用されていた公印とは違い、文字が刻み込まれて白く出る陰刻となっている。普通は文字が浮き出る陽刻。

帝国議会時代は衆議院本会議で議長及び副議長はそれぞれ選挙を行って候補を上位3人に絞り、3人の候補の中から勅任していた。この投票は無記名投票で投票用紙に3名を連記する方法で行われ、候補者中に過半数に達しない者があるときはさらに決選投票が行われていた。実際の例では本会議における選挙で最も得票を得た第一候補者が勅任される例であった。

### 任期
衆議院議長及び副議長の任期は議員の任期によるとされていた（旧議院法8条）。

### 職務の代行
各議院において議長に故障のあるときは副議長がこれを代理することとされていた（旧議院法13条）。

## 一覧

### 帝国議会（大日本帝国憲法）

#### 議長（大日本帝国憲法）
| 衆議院議長 | 衆議院議長 | 衆議院議長                                            | 衆議院議長 | 衆議院議長                                             | 衆議院議長                   | 衆議院議長                                   | 衆議院議長                                              | 衆議院議長 |
| 期         | 代         | 氏名                                                  | 氏名       | 期間                                                   | 退任事由                     | 所属会派                                     | 内閣総理大臣                                            |            |
| ---------- | ---------- | ----------------------------------------------------- | ---------- | ------------------------------------------------------ | ---------------------------- | -------------------------------------------- | ------------------------------------------------------- | ---------- |
| 1          | 1          |                                                       | 中島信行   | 1890年（明治23年）11月26日 -1891年（明治24年）12月25日 | 解散                         | 立憲自由党                                   | 山県有朋 松方正義                                       |            |
| 2          | 2          |                                                       | 星亨       | 1892年（明治25年）5月3日 -1893年（明治26年）12月13日   | 除名                         | 自由党                                       | 松方正義 伊藤博文                                       |            |
| 2          | 3          |                                                       | 楠本正隆   | 1893年（明治26年）12月15日 -1893年（明治26年）12月30日 | 解散                         | 同盟倶楽部                                   | 伊藤博文                                                |            |
| 3          | 4          | 1894年（明治27年）5月12日 -1894年（明治27年）6月2日   | 楠本正隆   | 立憲革新党                                             | 解散                         | 伊藤博文                                     |                                                         |            |
| 4          | 5          | 1894年（明治27年）10月15日 -1896年（明治29年）6月8日  | 楠本正隆   | 立憲革新党                                             | 議員退職                     | 伊藤博文                                     |                                                         |            |
| 4          | 6          |                                                       | 鳩山和夫   | 1896年（明治29年）12月22日 -1897年（明治30年）12月25日 | 解散                         | 進歩党                                       | 松方正義                                                |            |
| 5          | 7          |                                                       | 片岡健吉   | 1898年（明治31年）5月15日 -1898年（明治31年）6月10日   | 解散                         | 立憲政友会                                   | 伊藤博文                                                |            |
| 6          | 8          | 1898年（明治31年）11月9日 -1902年（明治35年）12月7日  | 片岡健吉   | 任期満了                                               | 山県有朋 伊藤博文 桂太郎     | 立憲政友会                                   |                                                         |            |
| 7          | 9          | 1902年（明治35年）12月7日 -1902年（明治35年）12月28日 | 片岡健吉   | 解散                                                   | 桂太郎                       | 立憲政友会                                   |                                                         |            |
| 8          | 10         | 1903年（明治36年）5月9日 -1903年（明治36年）10月31日  | 片岡健吉   | 死去                                                   | 桂太郎                       | 立憲政友会                                   |                                                         |            |
| 8          | 11         |                                                       | 河野広中   | 1903年（明治36年）12月5日 -1903年（明治36年）12月11日  | 解散                         | 憲政党                                       | 桂太郎                                                  |            |
| 9          | 12         |                                                       | 松田正久   | 1904年（明治37年）3月18日 -1906年（明治39年）1月19日   | 辞職                         | 立憲政友会                                   | 桂太郎 西園寺公望                                       |            |
| 9          | 13         |                                                       | 杉田定一   | 1906年（明治39年）1月23日 -1908年（明治41年）12月23日  | 任期満了                     | 立憲政友会                                   | 西園寺公望 桂太郎                                       |            |
| 10         | 14         |                                                       | 長谷場純孝 | 1908年（明治41年）12月23日 -1911年（明治44年）9月6日   | 辞職                         | 立憲政友会                                   | 桂太郎 西園寺公望                                       |            |
| 10         | 15         |                                                       | 大岡育造   | 1911年（明治44年）12月24日 -1912年（大正元年）8月21日  | 任期満了                     | 立憲政友会                                   | 西園寺公望                                              |            |
| 11         | 16         | 1912年（大正元年）8月21日 -1914年（大正3年）3月6日    | 大岡育造   | 辞職                                                   | 西園寺公望 桂太郎 山本権兵衛 | 立憲政友会                                   |                                                         |            |
| 11         | 17         |                                                       | 長谷場純孝 | 1914年（大正3年）3月7日 -1914年（大正3年）3月15日      | 薨去                         | 立憲政友会                                   | 山本権兵衛                                              |            |
| 11         | 18         |                                                       | 奥繁三郎   | 1914年（大正3年）3月17日 -1914年（大正3年）12月25日    | 解散                         | 立憲政友会                                   | 山本権兵衛 大隈重信                                     |            |
| 12         | 19         |                                                       | 島田三郎   | 1915年（大正4年）5月17日 -1917年（大正6年）1月25日     | 解散                         | 立憲同志会                                   | 大隈重信 寺内正毅                                       |            |
| 13         | 20         |                                                       | 大岡育造   | 1917年（大正6年）6月21日 -1920年（大正9年）2月26日     | 解散                         | 立憲政友会                                   | 寺内正毅 原敬                                           |            |
| 14         | 21         |                                                       | 奥繁三郎   | 1920年（大正9年）6月29日 -1923年（大正12年）2月16日    | 辞職                         | 立憲政友会                                   | 原敬 高橋是清 加藤友三郎                                |            |
| 14         | 22         |                                                       | 粕谷義三   | 1923年（大正12年）2月17日 -1924年（大正13年）1月31日   | 解散                         | 立憲政友会                                   | 加藤友三郎 山本権兵衛                                   |            |
| 15         | 23         | 1924年（大正13年）6月26日 -1927年（昭和2年）3月25日   | 粕谷義三   | 辞職                                                   | 立憲政友会 →無所属           | 加藤高明 若槻礼次郎                          |                                                         |            |
| 15         | 24         |                                                       | 森田茂     | 1927年（昭和2年）3月26日 -1928年（昭和3年）1月21日     | 解散                         | 元憲政会                                     | 若槻礼次郎 田中義一                                     |            |
| 16         | 25         |                                                       | 元田肇     | 1928年（昭和3年）4月20日 -1929年（昭和4年）3月14日     | 辞職                         | 元立憲政友会                                 | 田中義一                                                |            |
| 16         | 26         |                                                       | 川原茂輔   | 1929年（昭和4年）3月15日 -1929年（昭和4年）5月19日     | 死去                         | 元立憲政友会                                 | 田中義一                                                |            |
| 16         | 27         |                                                       | 堀切善兵衛 | 1929年（昭和4年）12月23日 -1930年（昭和5年）1月21日    | 解散                         | 元立憲政友会                                 | 濱口雄幸                                                |            |
| 17         | 28         |                                                       | 藤沢幾之輔 | 1930年（昭和5年）4月21日 -1931年（昭和6年）4月13日     | 辞職                         | 元立憲民政党                                 | 濱口雄幸                                                |            |
| 17         | 29         |                                                       | 中村啓次郎 | 1931年（昭和6年）12月23日 -1932年（昭和7年）1月21日    | 解散                         | 元立憲民政党                                 | 犬養毅                                                  |            |
| 18         | 30         |                                                       | 秋田清     | 1932年（昭和7年）3月18日 -1934年（昭和9年）12月13日    | 辞職                         | 立憲政友会                                   | 犬養毅 斎藤実 岡田啓介                                  |            |
| 18         | 31         |                                                       | 浜田国松   | 1934年（昭和9年）12月24日 -1936年（昭和11年）1月21日   | 解散                         | 立憲政友会                                   | 岡田啓介                                                |            |
| 19         | 32         |                                                       | 冨田幸次郎 | 1936年（昭和11年）5月1日 -1937年（昭和12年）3月31日    | 解散                         | 元立憲民政党                                 | 廣田弘毅                                                |            |
| 20         | 33         |                                                       | 小山松寿   | 1937年（昭和12年）7月23日 -1941年（昭和16年）12月22日  | 辞職                         | 元立憲民政党 →衆議院議員倶楽部 →翼賛議員同盟 | 近衛文麿 平沼騏一郎 阿部信行 米内光政 近衛文麿 東條英機 |            |
| 20         | 34         |                                                       | 田子一民   | 1941年（昭和16年）12月24日 -1942年（昭和17年）5月25日  | 任期満了                     | 翼賛議員同盟 →翼賛政治会                     | 東條英機                                                |            |
| 21         | 35         |                                                       | 岡田忠彦   | 1942年（昭和17年）5月25日 -1945年（昭和20年）4月9日    | 辞職                         | 翼賛政治会                                   | 東條英機 小磯國昭                                       |            |
| 21         | 36         |                                                       | 島田俊雄   | 1945年（昭和20年）6月8日 -1945年（昭和20年）12月18日   | 解散                         | 大日本政治会 →日本進歩党                     | 鈴木貫太郎 東久邇宮稔彦王 幣原喜重郎                    |            |
| 22         | 37         |                                                       | 樋貝詮三   | 1946年（昭和21年）5月22日 -1946年（昭和21年）8月23日   | 辞職                         | 日本自由党                                   | 幣原喜重郎（辞任日） 吉田茂                             |            |
| 22         | 38         |                                                       | 山崎猛     | 1946年（昭和21年）8月23日 -1947年（昭和22年）3月31日   | 解散                         | 日本自由党 →無所属                           | 吉田茂                                                  |            |

#### 副議長（大日本帝国憲法）
| 衆議院副議長 | 衆議院副議長 | 衆議院副議長                                          | 衆議院副議長 | 衆議院副議長                                           | 衆議院副議長                                         | 衆議院副議長                                           |
| 期           | 代           | 氏名                                                  | 氏名         | 期間                                                   | 退任事由                                             | 所属会派                                               |
| ------------ | ------------ | ----------------------------------------------------- | ------------ | ------------------------------------------------------ | ---------------------------------------------------- | ------------------------------------------------------ |
| 1            | 1            |                                                       | 津田真道     | 1890年（明治23年）11月26日 -1891年（明治24年）12月25日 | 解散                                                 |                                                        |
| 2            | 2            |                                                       | 曾禰荒助     | 1892年（明治25年）5月3日 -1893年（明治26年）8月31日    | 議員辞職                                             |                                                        |
| 2            | 3            |                                                       | 楠本正隆     | 1893年（明治26年）11月26日 -1893年（明治26年）12月15日 | 議長就任                                             |                                                        |
| 2            | 4            |                                                       | 安部井磐根   | 1893年（明治26年）12月18日 -1893年（明治26年）12月30日 | 解散                                                 |                                                        |
| 3            | 5            |                                                       | 片岡健吉     | 1894年（明治27年）5月12日 -1894年（明治27年）6月2日    | 解散                                                 |                                                        |
| 4            | 6            |                                                       | 島田三郎     | 1894年（明治27年）10月15日 -1897年（明治30年）12月25日 | 解散                                                 |                                                        |
| 5            | 7            |                                                       | 元田肇       | 1898年（明治31年）5月18日 -1898年（明治31年）6月10日   | 解散                                                 |                                                        |
| 6            | 8            | 1898年（明治31年）11月9日 -1902年（明治35年）12月7日  | 元田肇       | 任期満了                                               |                                                      |                                                        |
| 7            | 9            | 1902年（明治35年）12月7日 -1902年（明治35年）12月28日 | 元田肇       | 解散                                                   |                                                      |                                                        |
| 8            | 10           |                                                       | 杉田定一     | 解散                                                   | 1903年（明治36年）5月9日 -1903年（明治36年）12月11日 |                                                        |
| 9            | 11           |                                                       | 箕浦勝人     | 1904年（明治37年）3月18日 -1908年（明治41年）12月23日  | 任期満了                                             |                                                        |
| 10           | 12           |                                                       | 肥塚龍       | 1908年（明治41年）12月23日 -1912年（大正元年）8月21日  | 解散                                                 | 立憲国民党                                             |
| 11           | 13           |                                                       | 関直彦       | 1912年（大正元年）8月21日 -1914年（大正3年）12月25日   | 解散                                                 | 立憲国民党                                             |
| 12           | 14           |                                                       | 花井卓蔵     | 1915年（大正4年）5月17日 -1915年（大正4年）12月26日    | 辞職                                                 | 中正会                                                 |
| 12           | 15           |                                                       | 早速整爾     | 1915年（大正4年）12月26日 -1917年（大正6年）1月25日    | 解散                                                 | 中正会 →憲政会                                         |
| 13           | 16           |                                                       | 浜田国松     | 1917年（大正6年）6月21日 -1920年（大正9年）2月26日     | 解散                                                 | 立憲国民党                                             |
| 14           | 17           |                                                       | 粕谷義三     | 1920年（大正9年）6月29日 -1923年（大正12年）2月17日    | 議長就任                                             | 立憲政友会                                             |
| 14           | 18           |                                                       | 松田源治     | 1923年（大正12年）2月17日 -1924年（大正13年）1月31日   | 解散                                                 | 立憲政友会                                             |
| 15           | 19           |                                                       | 小泉又次郎   | 1924年（大正13年）6月26日 -1927年（昭和2年）3月25日    | 辞職                                                 | 憲政会 →無所属                                         |
| 15           | 20           |                                                       | 松浦五兵衛   | 1927年（昭和2年）3月26日 -1928年（昭和3年）1月21日     | 解散                                                 | 元政友本党                                             |
| 16           | 21           |                                                       | 清瀬一郎     | 1928年（昭和3年）4月20日 -1930年（昭和5年）1月21日     | 解散                                                 | 元新正倶楽部                                           |
| 17           | 22           |                                                       | 小山松寿     | 1930年（昭和5年）4月21日 -1931年（昭和6年）12月22日    | 辞職                                                 | 元立憲民政党                                           |
| 17           | 23           |                                                       | 増田義一     | 1931年（昭和6年）12月23日 -1932年（昭和7年）1月21日    | 解散                                                 | 無所属                                                 |
| 18           | 24           |                                                       | 植原悦二郎   | 1932年（昭和7年）3月18日 -1936年（昭和11年）1月21日    | 解散                                                 | 立憲政友会                                             |
| 19           | 25           |                                                       | 岡田忠彦     | 1936年（昭和11年）5月1日 -1937年（昭和12年）3月21日    | 解散                                                 | 元立憲政友会                                           |
| 20           | 26           |                                                       | 金光庸夫     | 1937年（昭和12年）7月23日 -1939年（昭和14年）8月31日   | 辞職                                                 | 元立憲政友会                                           |
| 20           | 27           |                                                       | 田子一民     | 1939年（昭和14年）12月23日 -1941年（昭和16年）12月22日 | 辞職                                                 | 元立憲政友会（中島派） →衆議院議員倶楽部 →翼賛議員同盟 |
| 20           | 28           |                                                       | 内ヶ崎作三郎 | 1941年（昭和16年）12月24日 -1942年（昭和17年）5月25日  | 任期満了                                             | 翼賛議員同盟                                           |
| 21           | 29           | 1942年（昭和17年）5月25日 -1945年（昭和20年）6月7日   | 内ヶ崎作三郎 | 辞職                                                   | 翼賛政治会                                           |                                                        |
| 21           | 30           |                                                       | 勝田永吉     | 1945年（昭和20年）6月8日 -1945年（昭和20年）12月18日   | 解散                                                 | 大日本政治会 →日本進歩党                               |
| 22           | 31           |                                                       | 木村小左衛門 | 1946年（昭和21年）5月22日 -1947年（昭和22年）2月15日   | 辞職                                                 | 日本進歩党 →無所属                                     |
| 22           | 32           |                                                       | 井上知治     | 1947年（昭和22年）2月21日 -1947年（昭和22年）3月31日   | 解散                                                 | 日本進歩党                                             |

#### 仮議長
| 衆議院仮議長 | 衆議院仮議長 | 衆議院仮議長              | 衆議院仮議長              | 衆議院仮議長                                                                                            | 衆議院仮議長                    |
| 氏名         | 氏名         | 就任日                    | 退任日                    | 選出理由                                                                                                | 選出方法                        |
| ------------ | ------------ | ------------------------- | ------------------------- | --- | ------------------------------- |
|              | 森田茂       | 1927年（昭和2年）3月25日  | 1927年（昭和2年）3月25日  | 議長・副議長事故（欠席）につき また議長副議長の辞職勅許につき議長副議長候補者の選挙等のため             | 投票により選出 （355票中236票） |
|              | 山崎猛       | 1946年（昭和21年）8月22日 | 1946年（昭和21年）8月23日 | 副議長事故（欠席）につき決議案（議長不信任の件）審議の間 また議長辞職勅許につき議長候補者の選挙等のため | 投票により選出 （414票中229票） |

※1927年（昭和2年）3月25日の仮議長選挙については全院委員長不在のため出席年長議員加藤政之助が議長席に着き議長の職務を行った。

※1946年（昭和21年）8月22日の仮議長選挙については全院委員長大久保留次郎が議長席に着き議長の職務を行った。

### 国会（日本国憲法）
退任事由の凡例
- 任期満了…議員任期満了による退任
- 解散…衆議院解散による失職
- 辞任…辞任願（辞職願）の提出による辞任
- 死去…死去

#### 議長（日本国憲法）
| 衆議院議長 | 衆議院議長 | 衆議院議長                                            | 衆議院議長   | 衆議院議長                                             | 衆議院議長 | 衆議院議長                 | 衆議院議長                                    | 衆議院議長 |
| 期         | 代         | 氏名                                                  | 氏名         | 期間                                                   | 退任事由   | 所属政党                   | 内閣総理大臣                                  |            |
| ---------- | ---------- | ----------------------------------------------------- | ------------ | ------------------------------------------------------ | ---------- | -------------------------- | --------------------------------------------- | ---------- |
| 23         | 39         |                                                       | 松岡駒吉     | 1947年（昭和22年）5月21日 -1948年（昭和23年）12月23日  | 解散       | 日本社会党・右派           | 吉田茂 片山哲 芦田均                          |            |
| 24         | 40         |                                                       | 幣原喜重郎   | 1949年（昭和24年）2月11日 -1951年（昭和26年）3月10日   | 死去       | 民主自由党                 | 吉田茂                                        |            |
| 24         | 41         |                                                       | 林讓治       | 1951年（昭和26年）3月13日 -1952年（昭和27年）8月1日    | 辞任       | 自由党                     | 吉田茂                                        |            |
| 24         | 42         |                                                       | 大野伴睦     | 1952年（昭和27年）8月26日 -1952年（昭和27年）8月28日   | 解散       | 自由党                     | 吉田茂                                        |            |
| 25         | 43         | 1952年（昭和27年）10月24日 -1953年（昭和28年）3月14日 | 大野伴睦     | 吉田茂                                                 | 解散       | 自由党                     |                                               |            |
| 26         | 44         |                                                       | 堤康次郎     | 1953年（昭和28年）5月18日 -1954年（昭和29年）12月10日  | 辞任       | 改進党                     | 吉田茂                                        |            |
| 26         | 45         |                                                       | 松永東       | 1954年（昭和29年）12月11日 -1955年（昭和30年）1月24日  | 解散       | 日本民主党                 | 鳩山一郎                                      |            |
| 27         | 46         |                                                       | 益谷秀次     | 1955年（昭和30年）3月18日 -1958年（昭和33年）4月25日   | 解散       | 自由民主党・池田派         | 鳩山一郎 石橋湛山 岸信介                      |            |
| 28         | 47         |                                                       | 星島二郎     | 1958年（昭和33年）6月11日 -1958年（昭和33年）12月13日  | 辞任       | 自由民主党・岸派           | 岸信介                                        |            |
| 28         | 48         |                                                       | 加藤鐐五郎   | 1958年（昭和33年）12月13日 -1960年（昭和35年）2月1日   | 辞任       | 自由民主党・石井派         | 岸信介                                        |            |
| 28         | 49         |                                                       | 清瀬一郎     | 1960年（昭和35年）2月1日 -1960年（昭和35年）10月24日   | 解散       | 元自由民主党・三木派       | 岸信介                                        |            |
| 29         | 50         | 1960年（昭和35年）12月7日 -1963年（昭和38年）10月23日 | 清瀬一郎     | 池田勇人                                               | 解散       | 元自由民主党・三木派       |                                               |            |
| 30         | 51         |                                                       | 船田中       | 1963年（昭和38年）12月7日 -1965年（昭和40年）12月20日  | 辞任       | 自由民主党・大野派         | 池田勇人 佐藤栄作                             |            |
| 30         | 52         |                                                       | 山口喜久一郎 | 1965年（昭和40年）12月20日 -1966年（昭和41年）12月3日  | 辞任       | 自由民主党・旧河野派       | 佐藤栄作                                      |            |
| 30         | 53         |                                                       | 綾部健太郎   | 1966年（昭和41年）12月3日 -1966年（昭和41年）12月27日  | 解散       | 自由民主党・藤山派         | 佐藤栄作                                      |            |
| 31         | 54         |                                                       | 石井光次郎   | 1967年（昭和42年）2月15日 -1969年（昭和44年）7月16日   | 辞任       | 自由民主党・石井派         | 佐藤栄作                                      |            |
| 31         | 55         |                                                       | 松田竹千代   | 1969年（昭和44年）7月16日 -1969年（昭和44年）12月2日   | 解散       | 自由民主党・旧森派         | 佐藤栄作                                      |            |
| 32         | 56         |                                                       | 船田中       | 1970年（昭和45年）1月14日 -1972年（昭和47年）11月13日  | 解散       | 自由民主党・船田派         | 佐藤栄作 田中角栄                             |            |
| 33         | 57         |                                                       | 中村梅吉     | 1972年（昭和47年）12月22日 -1973年（昭和48年）5月29日  | 辞任       | 自由民主党・中曽根派       | 田中角栄                                      |            |
| 33         | 58         |                                                       | 前尾繁三郎   | 1973年（昭和48年）5月29日 -1976年（昭和51年）12月9日   | 任期満了   | 元自由民主党・大平派       | 田中角栄 三木武夫                             |            |
| 34         | 59         |                                                       | 保利茂       | 1976年（昭和51年）12月24日 -1979年（昭和54年）2月1日   | 辞任       | 元自由民主党・福田派       | 三木武夫（辞任日） 福田赳夫 大平正芳          |            |
| 34         | 60         |                                                       | 灘尾弘吉     | 1979年（昭和54年）2月1日 -1979年（昭和54年）9月7日     | 解散       | 元自由民主党・無派閥       | 大平正芳                                      |            |
| 35         | 61         | 1979年（昭和54年）10月30日 -1980年（昭和55年）5月19日 | 灘尾弘吉     |                                                        | 解散       | 元自由民主党・無派閥       | 大平正芳                                      |            |
| 36         | 62         |                                                       | 福田一       | 1980年（昭和55年）7月17日 -1983年（昭和58年）11月28日  | 解散       | 元自由民主党・旧船田派     | 鈴木善幸 中曽根康弘                           |            |
| 37         | 63         |                                                       | 福永健司     | 1983年（昭和58年）12月26日 -1985年（昭和60年）1月24日  | 辞任       | 元自由民主党・鈴木派       | 中曽根康弘                                    |            |
| 37         | 64         |                                                       | 坂田道太     | 1985年（昭和60年）1月24日 -1986年（昭和61年）6月2日    | 解散       | 元自由民主党・無派閥       | 中曽根康弘                                    |            |
| 38         | 65         |                                                       | 原健三郎     | 1986年（昭和61年）7月22日 -1989年（平成元年）6月2日    | 辞任       | 元自由民主党・中曽根派     | 中曽根康弘 竹下登                             |            |
| 38         | 66         |                                                       | 田村元       | 1989年（平成元年）6月2日 -1990年（平成2年）1月24日     | 解散       | 元自由民主党・竹下派       | 竹下登 海部俊樹                               |            |
| 39         | 67         |                                                       | 櫻内義雄     | 1990年（平成2年）2月27日 -1993年（平成5年）6月18日     | 解散       | 元自由民主党・渡辺派       | 海部俊樹 宮澤喜一                             |            |
| 40         | 68         |                                                       | 土井たか子   | 1993年（平成5年）8月6日 -1996年（平成8年）9月27日      | 解散       | 元日本社会党               | 宮澤喜一 細川護熙 羽田孜 村山富市 橋本龍太郎  |            |
| 41         | 69         |                                                       | 伊藤宗一郎   | 1996年（平成8年）11月7日 -2000年（平成12年）6月2日     | 解散       | 元自由民主党・旧河本派     | 橋本龍太郎 小渕恵三 森喜朗                    |            |
| 42         | 70         |                                                       | 綿貫民輔     | 2000年（平成12年）7月4日 -2003年（平成15年）10月10日   | 解散       | 元自由民主党・橋本派       | 森喜朗 小泉純一郎                             |            |
| 43         | 71         |                                                       | 河野洋平     | 2003年（平成15年）11月19日 -2005年（平成17年）8月8日   | 解散       | 元自由民主党・河野グループ | 小泉純一郎                                    |            |
| 44         | 72         | 2005年（平成17年）9月21日 -2009年（平成21年）7月21日  | 河野洋平     | 小泉純一郎 安倍晋三 福田康夫 麻生太郎                  | 解散       | 元自由民主党・河野グループ |                                               |            |
| 45         | 73         |                                                       | 横路孝弘     | 2009年（平成21年）9月16日 -2012年（平成24年）11月16日  | 解散       | 元民主党・横路グループ     | 麻生太郎（辞任日） 鳩山由紀夫 菅直人 野田佳彦 |            |
| 46         | 74         |                                                       | 伊吹文明     | 2012年（平成24年）12月26日 -2014年（平成26年）11月21日 | 解散       | 元自由民主党・伊吹派       | 野田佳彦（辞任日） 安倍晋三                   |            |
| 47         | 75         |                                                       | 町村信孝     | 2014年（平成26年）12月24日 -2015年（平成27年）4月21日  | 辞任       | 元自由民主党・町村派       | 安倍晋三                                      |            |
| 47         | 76         |                                                       | 大島理森     | 2015年（平成27年）4月21日 -2017年（平成29年）9月28日   | 解散       | 元自由民主党・大島派       | 安倍晋三                                      |            |
| 48         | 77         | 2017年（平成29年）11月1日 -2021年（令和3年）10月14日  | 大島理森     | 安倍晋三 菅義偉 岸田文雄                               | 解散       | 元自由民主党・大島派       |                                               |            |
| 49         | 78         |                                                       | 細田博之     | 2021年（令和3年）11月10日 -2023年（令和5年）10月20日   | 辞任       | 元自由民主党・細田派       | 岸田文雄                                      |            |
| 49         | 79         |                                                       | 額賀福志郎   | 2023年（令和5年）10月20日 -2024年（令和6年）10月9日    | 解散       | 元自由民主党・茂木派       | 岸田文雄 石破茂                               |            |
| 50         | 80         | 2024年(令和6年)11月11日-                              | 額賀福志郎   |                                                        | 石破茂     | 元自由民主党・茂木派       |                                               |            |

- 歴代最長議長：第76・77代 大島理森（在職日数2368日）

#### 副議長（日本国憲法）
| 衆議院副議長 | 衆議院副議長 | 衆議院副議長                                            | 衆議院副議長 | 衆議院副議長                                           | 衆議院副議長                                         | 衆議院副議長                                             | 衆議院副議長 |
| 期           | 代           | 氏名                                                    | 氏名         | 期間                                                   | 退任事由                                             | 所属政党                                                 |              |
| ------------ | ------------ | ------------------------------------------------------- | ------------ | ------------------------------------------------------ | ---------------------------------------------------- | -------------------------------------------------------- | ------------ |
| 23           | 33           |                                                         | 田中萬逸     | 1947年（昭和22年）5月21日 -1948年（昭和23年）12月23日  | 解散                                                 | 民主党                                                   |              |
| 24           | 34           |                                                         | 岩本信行     | 1949年（昭和24年）2月11日 -1952年（昭和27年）8月28日   | 解散                                                 | 民主自由党                                               |              |
| 25           | 35           | 1952年（昭和27年）10月24日 -1953年（昭和28年）3月14日   | 岩本信行     | 自由党                                                 | 解散                                                 |                                                          |              |
| 26           | 36           |                                                         | 原彪         | 1953年（昭和28年）5月18日 -1954年（昭和29年）12月15日  | 辞任                                                 | 日本社会党・左派                                         |              |
| 26           | 37           |                                                         | 高津正道     | 1954年（昭和29年）12月15日 -1955年（昭和30年）1月24日  | 解散                                                 | 日本社会党・左派                                         |              |
| 27           | 38           |                                                         | 杉山元治郎   | 1955年（昭和30年）3月18日 -1958年（昭和33年）4月25日   | 解散                                                 | 日本社会党・右派                                         |              |
| 28           | 39           |                                                         | 椎熊三郎     | 1958年（昭和33年）6月11日 -1958年（昭和33年）12月13日  | 辞任                                                 | 自由民主党                                               |              |
| 28           | 40           |                                                         | 正木清       | 1958年（昭和33年）12月13日 -1960年（昭和35年）1月30日  | 辞任                                                 | 日本社会党                                               |              |
| 28           | 41           |                                                         | 中村高一     | 1960年（昭和35年）1月30日 -1960年（昭和35年）10月24日  | 解散                                                 | 日本社会党                                               |              |
| 29           | 42           |                                                         | 久保田鶴松   | 1960年（昭和35年）12月7日 -1961年（昭和36年）6月8日    | 辞任（不信任）                                       | 日本社会党                                               |              |
| 29           | 43           |                                                         | 原健三郎     | 1961年（昭和36年）6月8日 -1963年（昭和38年）10月23日   | 解散                                                 | 自由民主党                                               |              |
| 30           | 44           |                                                         | 田中伊三次   | 1963年（昭和38年）12月7日 -1965年（昭和40年）12月20日  | 辞任                                                 | 自由民主党                                               |              |
| 30           | 45           |                                                         | 園田直       | 1965年（昭和40年）12月20日 -1966年（昭和41年）12月27日 | 解散                                                 | 自由民主党                                               |              |
| 31           | 46           | 1967年（昭和42年）2月15日\| -1967年（昭和42年）11月25日 | 園田直       | 辞任                                                   |                                                      | 自由民主党                                               |              |
| 31           | 47           |                                                         | 小平久雄     | 辞任                                                   | 1967年（昭和42年）12月4日 -1969年（昭和44年）7月16日 | 自由民主党                                               |              |
| 31           | 48           |                                                         | 藤枝泉介     | 1969年（昭和44年）7月16日 -1969年（昭和44年）12月2日   | 解散                                                 | 自由民主党                                               |              |
| 32           | 49           |                                                         | 荒舩清十郎   | 1970年（昭和45年）1月14日 -1972年（昭和47年）1月29日   | 辞任                                                 | 自由民主党                                               |              |
| 32           | 50           |                                                         | 長谷川四郎   | 1972年（昭和47年）1月29日 -1972年（昭和47年）11月13日  | 解散                                                 | 自由民主党                                               |              |
| 33           | 51           |                                                         | 秋田大助     | 1972年（昭和47年）12月22日 -1976年（昭和51年）12月9日  | 任期満了                                             | 自由民主党                                               |              |
| 34           | 52           |                                                         | 三宅正一     | 1976年（昭和51年）12月24日 -1979年（昭和54年）9月7日   | 解散                                                 | 元日本社会党                                             |              |
| 35           | 53           |                                                         | 岡田春夫     | 1979年（昭和54年）10月30日 -1980年（昭和55年）5月19日  | 解散                                                 | 元日本社会党                                             |              |
| 36           | 54           | 1980年（昭和55年）7月17日 -1983年（昭和58年）11月28日   | 岡田春夫     |                                                        | 解散                                                 | 元日本社会党                                             |              |
| 37           | 55           |                                                         | 勝間田清一   | 1983年（昭和58年）12月26日 -1986年（昭和61年）6月2日   | 解散                                                 | 元日本社会党                                             |              |
| 38           | 56           |                                                         | 多賀谷真稔   | 1986年（昭和61年）7月22日 -1989年（平成元年）6月2日    | 辞任                                                 | 元日本社会党                                             |              |
| 38           | 57           |                                                         | 安井吉典     | 1989年（平成元年）6月2日 -1990年（平成2年）1月24日     | 解散                                                 | 元日本社会党                                             |              |
| 39           | 58           |                                                         | 村山喜一     | 1990年（平成2年）2月27日 -1993年（平成5年）6月18日     | 解散                                                 | 元日本社会党                                             |              |
| 40           | 59           |                                                         | 鯨岡兵輔     | 1993年（平成5年）8月6日 -1996年（平成8年）9月27日      | 解散                                                 | 元自由民主党                                             |              |
| 41           | 60           |                                                         | 渡部恒三     | 1996年（平成8年）11月7日 -2000年（平成12年）6月2日     | 解散                                                 | 元新進党                                                 |              |
| 42           | 61           | 2000年（平成12年）7月4日 -2003年（平成15年）10月10日    | 渡部恒三     | 元無所属の会                                           | 解散                                                 |                                                          |              |
| 43           | 62           |                                                         | 中野寛成     | 2003年（平成15年）11月19日 -2005年（平成17年）8月8日   | 解散                                                 | 元民主党・川端グループ                                   |              |
| 44           | 63           |                                                         | 横路孝弘     | 2005年（平成17年）9月21日 -2009年（平成21年）7月21日   | 解散                                                 | 元民主党・横路グループ                                   |              |
| 45           | 64           |                                                         | 衛藤征士郎   | 2009年（平成21年）9月16日 -2012年（平成24年）11月16日  | 解散                                                 | 元自由民主党・町村派                                     |              |
| 46           | 65           |                                                         | 赤松広隆     | 2012年（平成24年）12月26日 -2014年（平成26年）11月21日 | 解散                                                 | 元民主党・赤松グループ                                   |              |
| 47           | 66           |                                                         | 川端達夫     | 2014年（平成26年）12月24日 -2017年（平成29年）9月28日  | 解散                                                 | 元民主党・高木グループ →元民進党・高木グループ           |              |
| 48           | 67           |                                                         | 赤松広隆     | 2017年（平成29年）11月1日 -2021年（令和3年）10月14日   | 解散                                                 | 元旧立憲民主党・赤松グループ →元立憲民主党・赤松グループ |              |
| 49           | 68           |                                                         | 海江田万里   | 2021年（令和3年）11月10日 2024年（令和6年）10月9日     | 解散                                                 | 元立憲民主党・近藤グループ                               |              |
| 50           | 69           |                                                         | 玄葉光一郎   | 2024年(令和6年)11月11日-                               |                                                      | 元立憲民主党                                             |              |

- 歴代最長副議長：第60・61代 渡部恒三（在職日数2528日）

#### 仮議長
| 衆議院仮議長              | 衆議院仮議長 | 衆議院仮議長               | 衆議院仮議長                   | 衆議院仮議長                                               | 衆議院仮議長                   |
| 氏名                      | 氏名         | 就任日                     | 退任日                         | 選出理由                                                   | 選出方法                       |
| ------------------------- | ------------ | -------------------------- | ------------------------------ | ---------------------------------------------------------- | ------------------------------ |
|                           | 庄司一郎     | 1950年（昭和25年）1月23日  | 1950年（昭和25年）1月23日      | 副議長不在（訪米）につき一日限り                           | 議長に指名一任                 |
| 1950年（昭和25年）1月25日 | 庄司一郎     | 1950年（昭和25年）3月13日  | 副議長不在（訪米）の間を通じて |                                                            | 議長に指名一任                 |
|                           | 山口喜久一郎 | 1954年（昭和29年）6月5日   | 1954年（昭和29年）6月5日       | 副議長事故（欠席）につき議長堤康次郎不信任決議案審議の間   | 議長に指名一任                 |
|                           | 清瀬一郎     | 1958年（昭和33年）12月13日 | 1958年（昭和33年）12月13日     | 議長・副議長辞任につき新議長・副議長選出までの間           | 議長（席の事務総長）に指名一任 |
|                           | 田中伊三次   | 1961年（昭和36年）6月8日   | 1961年（昭和36年）6月8日       | 副議長事故（欠席）につき議長清瀬一郎不信任決議案審議の間   | 議長に指名一任                 |
|                           | 原健三郎     | 1965年（昭和40年）12月3日  | 1965年（昭和40年）12月3日      | 議長事故（欠席）につき副議長田中伊三次不信任決議案審議の間 | 議長（席の副議長）に指名一任   |
|                           | 福永健司     | 1965年（昭和40年）12月20日 | 1965年（昭和40年）12月20日     | 議長・副議長辞任につき新議長・副議長選出までの間           | 議長（席の事務総長）に指名一任 |
|                           | 田中伊三次   | 1969年（昭和44年）7月16日  | 1969年（昭和44年）7月16日      | 議長・副議長辞任につき新議長・副議長選出までの間           | 議長（席の事務総長）に指名一任 |
|                           | 久野忠治     | 1989年（平成元年）6月2日   | 1989年（平成元年）6月2日       | 議長・副議長辞任につき新議長・副議長選出までの間           | 議長（席の事務総長）に指名一任 |

## 問題
- 衆・参両院議長に支給されている交際費について、両院が使途の明示を拒否し続けていることが、一部メディアの報道により明らかになった。両院議長は三権の長である以上、交際費の使途を公開すべきとの指摘が出ている[13]。